# Râul Mușeteica
Râul Mușeteica este un râu din România, afluent al râului Buda. 